# Спиридонов Василь Петрович
Васи́ль Петро́вич Спиридо́нов (рос. Василий Петрович Спиридонов; 1 січня 1952) — радянський хокеїст, російський тренер. Головний тренер «Металург» (Жлобин) і молодіжної збірної Білорусі. Майстер спорту.
Вихованець пермської школи хокею. Виступав за «Урал» (Перм) — 1967—1969, «Зірка» (Чебаркуль) — 1969—1971, «Молот» (Перм) — 1971—1975, «Спартак» (Москва) — 1975—1980, «Крила Рад» (Москва) — 1980—1984, «Хімік» (Воскресенськ) — 1985—1986. В чемпіонатах СРСР провів 286 матчів, 20 голів.
Як головний тренер працював із клубами «Молот-Прикам'є» (Перм), «Крила Рад» (Москва), «Керамін» (Мінськ), ХК «Вітебськ», «Шинник» (Бобруйськ), «Динамо» (Мінськ). У 2009 році очолював молодіжну збірну Білорусі.
Володар Кубка Білорусі (2011), фіналіст (2010).
Син: Андрій Спиридонов.

## Досягнення
- Як гравець: чемпіон СРСР (1976), бронзовий призер чемпіонату СРСР (1979, 1980).
- Як тренер: бронзовий призер чемпіонату Білорусі (2011). Фіналіст Кубка Білорусі (2010).